# Odeo di Erode Attico

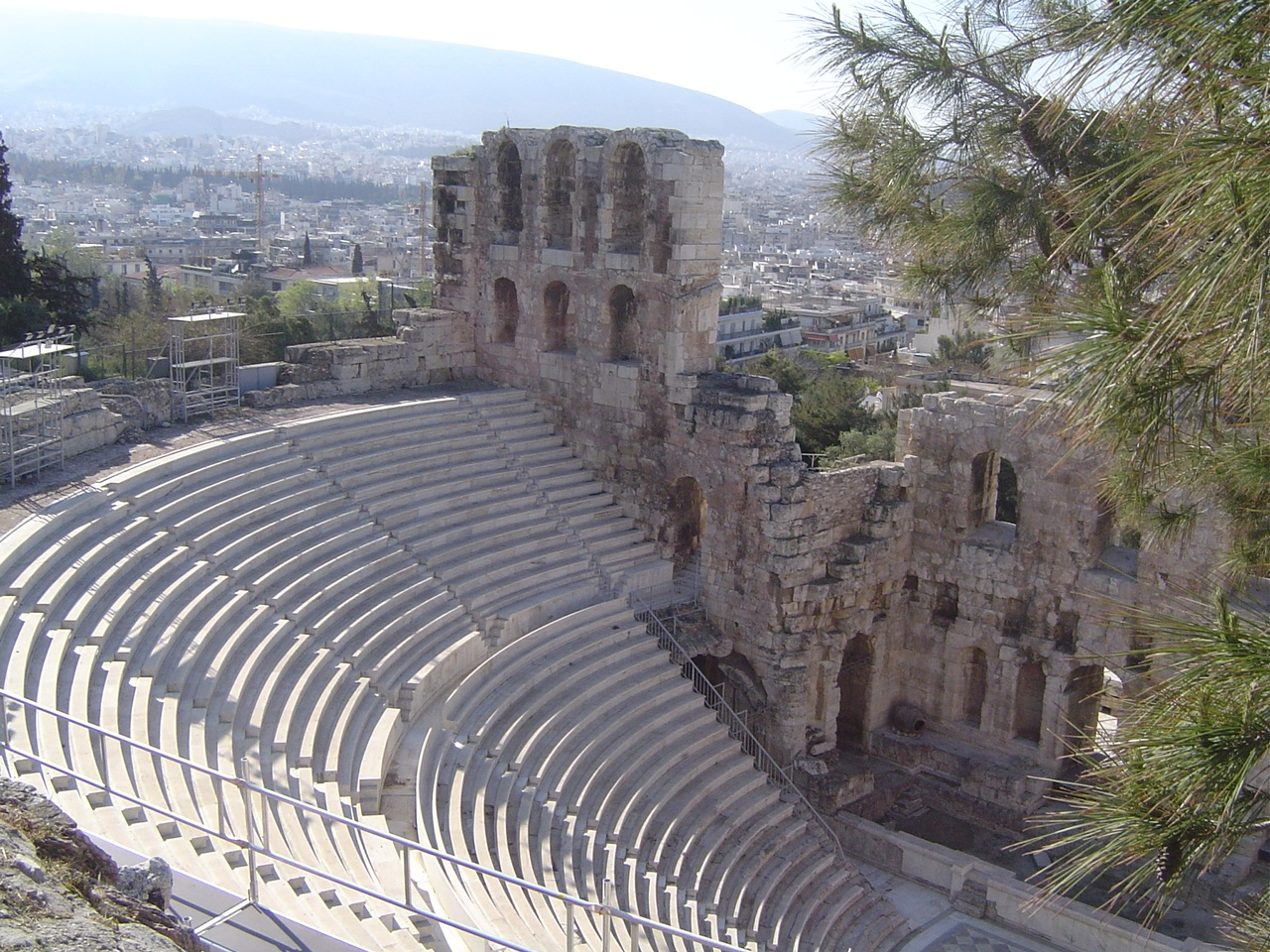
Particolare dell'Odeo

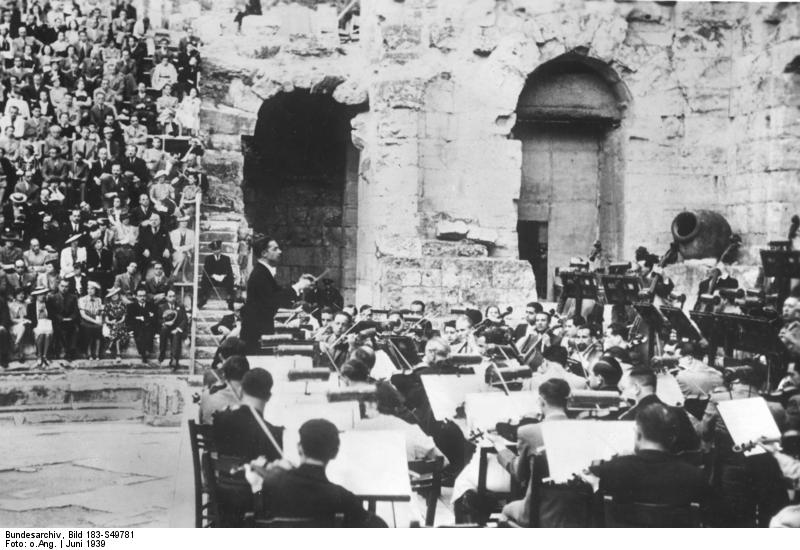
Herbert von Karajan e l'Orchestra filarmonica di Vienna al teatro di Erode Attico (1939)

L'Odeo di Erode Attico (in greco Ωδείο Ηρώδου του Αττικού) è un piccolo teatro in pietra situato sul pendio meridionale dell'Acropoli di Atene, originariamente coperto e pensato per esecuzioni musicali. Costruito a partire dal 161 e completato prima del 174, fu fatto erigere dal ricchissimo politico e sofista greco Erode Attico in memoria della moglie Appia Annia Regilla.

## Descrizione
Originariamente si trattava di un teatro in pendenza, la cui scena misurava 35 m di larghezza, con un muro frontale in pietra e il pavimento in legno. 
Era protetto da una copertura in legno. Veniva utilizzato come luogo di ritrovo per concerti musicali. I gradini, disposti su 32 file, potevano contenere 5000 persone.

## Storia
È una delle varie opere commemorative che Erode Attico fece costruire per ricordare la moglie Regilla, uccisa da un liberto forse per suo stesso ordine. Si trattava di un teatro coperto per ospitare esecuzioni musicali. I lavori durarono una decina di anni, perché questo odéon era già terminato nel 174, quando Pausania lo vide e lo descrisse nella sua Guida. In molti mattoni dell'imponente costruzione si trovano incise le lettere ΘHΡ, a significare forse «Teatro di Erode e Regilla», ma potrebbero essere semplicemente i marchi di fabbrica degli artigiani.
Il teatro fu distrutto nel 267, in seguito all'invasione degli Eruli.
Il 7 dicembre del 1887, un gruppo di studenti dell’Università di Atene in onore della Regina Olga di Grecia e al suo cospetto, si esibiscono in Antigone di Sofocle. Il coro è composto da quindici elementi che declama i versi dell’antico testo Sofocle “selon la musique de Mendelssohn”.
Negli anni cinquanta vennero restaurati l'uditorio e l'"orchestra" (l'attuale palcoscenico), utilizzando marmo bianco e cipollino. Da allora il teatro è sempre stato uno dei maggiori auditorium del Festival Ateniese, che si svolge ogni anno da giugno a settembre. L'Odéon ha ospitato Maria Callas, Jonas Kaufmann, Maurice Béjart, Mikīs Theodōrakīs, Dionysis Savvopoulos, Maria Dragoni e molti altri importanti artisti. Nel settembre 1993, il teatro è stato scena del concerto Yanni Live at the Acropolis, ad opera del pianista e compositore greco Yannis Hrysomallis. Altra memorabile performance fu data, nel 1984, dalla cantante Greca Nana Mouskouri, di ritorno sulle scene del proprio Paese dopo vent'anni di assenza.